# Rodrigo Moreno Machado
Rodrigo Moreno Machado (Rio de Janeiro, 6 maart 1991) – alias Rodrigo – is een Braziliaans-Spaans voetballer die doorgaans als aanvaller speelt. Hij verruilde Valencia in augustus 2020 voor Leeds United, dat ruim € 33,5 miljoen voor hem betaalde. Rodrigo debuteerde in 2014 in het Spaans voetbalelftal.

## Clubcarrière

### Jeugd
Rodrigo speelde aanvankelijk in het schoolteam van het Colégio Anglo-Americano, waar hij werd opgemerkt door Flamengo. Samen met zijn teamgenoot Thiago Alcántara ging hij naar de jeugdopleiding van deze profclub. In 2004 vertrokken zowel Rodrigo als Thiago Alcántara met hun familie naar de Spaanse stad Vigo. Ureca werd de nieuwe club van beide jonge voetballers, waar ze werden opgemerkt door de profclubs. Thiago ging in 2005 naar FC Barcelona, terwijl Rodrigo naar Celta de Vigo vertrok. In 2009 ging Rodrigo in de reserveteams van Real Madrid spelen. Tot een doorbraak bij het eerste elftal kwam het niet.

### SL Benfica
Hij verruilde Real Madrid in 2010 voor Benfica, dat € 6 miljoen voor hem betaalde. Een maand later werd Rodrigo verhuurd aan Bolton Wanderers, uitkomend in de Premier League. Voor deze club debuteerde hij op 21 september 2010, in de wedstrijd tegen Burnley om de EFL Cup (1–0 verlies). Tegen Wigan Athletic op 23 oktober 2010 maakte Rodrigo zijn Premier League-debuut door in de 65ste minuut Lee Chung-yong te vervangen. Tegen dezelfde tegenstander scoorde Rodrigo zijn enige doelpunt voor Bolton Wanderers, op 5 januari 2011. Beide wedstrijden eindigden in een 1–1 gelijkspel. Na een seizoen op huurbasis te zijn vertrokken, keerde Rodrigo in de zomer van 2011 terug bij Benfica. Hij maakte zijn debuut voor de Portugese club in de competitiewedstrijd van 18 september 2011 tegen Académica Coimbra. Zes minuten voor tijd verving hij Óscar Cardozo. Negen dagen later maakte hij zijn internationale debuut in de groepsfase van de Champions League tegen Oţelul Galaţi. Hij kwam in de 77ste minuut het veld in voor Nicolás Gaitán. Hij werd steeds meer een vaste kracht en scoorde op 29 oktober 2011 zijn eerste twee doelpunten voor Benfica, tegen SC Olhanense, waarmee Benfica de competitiewedstrijd met 2–1 won. Op 2 november 2011 volgde voor Rodrigo ook zijn eerste internationale doelpunt, in de groepsfase van de Champions League tegen FC Basel. In zijn eerste seizoen bij Benfica speelde Rodrigo in 38 wedstrijden, waarin hij zestien doelpunten maakte. Ook won hij met zijn club de Taça da Liga.
Hij verlengde in 2012 zijn verbintenis bij de Portugese club vervolgens tot medio 2019. In het seizoen 2012/13 bereikte Benfica zowel de finale van de Taça de Portugal als de finale van de Europa League. Beide finales werden echter verloren, van Vitória SC en Chelsea FC. Het seizoen 2013/14 was het meest succesvolle seizoen van Rodrigo bij Benfica. Benfica won beide Portugese bekercompetities, de Taça de Portugal (1–0 winst tegen Rio Ave in de finale) en de Taça da Liga (2–0 winst tegen hetzelfde Rio Ave in de finale, Rodrigo was verantwoordelijk voor het openingsdoelpunt) en bereikte de finale van de Europa League. In de terugwedstrijd van de kwartfinale tegen AZ scoorde Rodrigo twee doelpunten. In de Europa Leaguefinale was Sevilla FC na strafschoppen te sterk. Ook werd Benfica kampioen in de Primeira Liga. In deze competitie eindigde Rodrigo met elf doelpunten op de achtste plaats in de topscorerslijst. In alle competities was hij achttien maal trefzeker in 42 wedstrijden.

### Valencia CF

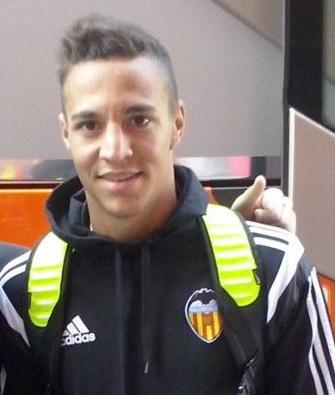
Rodrigo in april 2015, voor de wedstrijd van Valencia tegen Levante.

Benfica verhuurde Rodrigo gedurende het seizoen 2014/15 aan Valencia. Op 24 augustus 2014 debuteerde Rodrigo met een basisplaats voor Valencia in de wedstrijd tegen Sevilla FC in de Primera División (1–1). In de competitiewedstrijd tegen Getafe CF op 22 september 2014 scoorde hij voor het eerst in het shirt van Valencia. Hij gaf met een benutte strafschop het slotakkoord bij een 0–3 overwinning. Vlak na zijn doelpunt werd hij met zijn tweede gele kaart echter van het veld gestuurd. Op 30 april 2015 kreeg Rodrigo opnieuw een rode kaart, dit maal in de uitwedstrijd tegen Rayo Vallecano. Hierna werd hij voor drie wedstrijden geschorst. Op 15 juni 2015 werd Rodrigo definitief overgenomen door Valencia. Hiervoor betaalde het € 30 miljoen, een clubrecord. Rodrigo tekende een contract tot medio 2019 bij Valencia. Met een doelpunt in de play-offs voor de Champions League op 19 augustus 2015 was Rodrigo belangrijk met een doelpunt tegen AS Monaco. Van januari 2017 tot april 2017 moest Rodrigo veel wedstrijden missen wegens een enkelblessure. In november 2017 verlengde hij zijn contract bij Valencia tot medio 2022. Rodrigo scoorde in geen van zijn eerste drie seizoenen bij Valencia meer dan zeven doelpunten, maar in het seizoen 2017/18 maakte hij zestien doelpunten in de Primera División, waarmee hij op de achtste plaats eindigde op de topscorersranglijst. Met zijn doelpunten eindigde Valencia op de vierde plaats in de competitie en kwalificeerde Valencia zich voor de Champions League 2018/19. Ook scoorde Rodrigo dat seizoen drie doelpunten in het bekertoernooi.
In de terugwedstrijd van de kwartfinale van de Copa del Rey tegen Getafe op 29 januari 2019 was Rodrigo goed voor een hattrick in de tweede helft. Hiermee kwalificeerde Valencia zich voor de halve finale, waarin Rodrigo ook beslissend was met het winnende doelpunt over twee wedstrijden tegen Real Betis. Op 21 april 2019 kreeg Rodrigo tijdens de competitiewedstrijd tegen datzelfde Real Betis twee gele kaarten en dus een rode kaart te zien. Voor het tweede jaar op rij eindigde Valencia op de vierde plaats in de Primera División, waarmee Valencia zich opnieuw kwalificeerde voor de groepsfase van de Champions League. In de finale van de Copa del Rey tegen FC Barcelona scoorde Rodrigo de 0–2 in een 1–2 overwinning. Dit betekende voor Valencia de eerste hoofdprijs in elf jaar. Op 17 september 2019 scoorde Rodrigo het enige doelpunt in de uitwedstrijd tegen Chelsea FC in de groepsfase van de Champions League. Op 10 december 2019 scoorde hij ook het enige doelpunt in de uitwedstrijd tegen AFC Ajax, waardoor Valencia zich kwalificeerde voor de knock-outfase van de Champions League. Hierin werd Los Che uitgeschakeld door Atalanta Bergamo.

### Leeds United
Op 29 augustus 2020 werd bekendgemaakt dat Rodrigo een contract tot medio 2024 tekende bij Leeds United, dat het seizoen daarvoor promoveerde naar de Premier League. Leeds United betaalde ruim € 33,5 miljoen voor Rodrigo, waarmee hij de duurste Leeds-speler ooit werd. Eerder was dit Rio Ferdinand.

## Clubstatistieken
| Seizoen     | Club               | Competitie       | Competitie | Competitie | Competitie | Beker | Beker | Beker | Internationaal | Internationaal | Internationaal | Totaal | Totaal | Totaal |
| Seizoen     | Club               | Competitie       | Wed.       | Dlp.       | Ass.       | Wed.  | Dlp.  | Ass.  | Wed.           | Dlp.           | Ass.           | Wed.   | Dlp.   | Ass.   |
| ----------- | ------------------ | ---------------- | ---------- | ---------- | ---------- | ----- | ----- | ----- | -------------- | -------------- | -------------- | ------ | ------ | ------ |
| 2009/10     | Real Madrid B      | Segunda División | 18         | 5          | 0          | —     | —     | —     | —              | —              | —              | 18     | 5      | 0      |
| Club Totaal | Club Totaal        | Club Totaal      | 18         | 5          | 0          | 0     | 0     | 0     | 0              | 0              | 0              | 18     | 5      | 0      |
| 2010/11     | SL Benfica         | Liga Portugal    | 0          | 0          | 0          | 0     | 0     | 0     | —              | —              | —              | 0      | 0      | 0      |
| Club Totaal | Club Totaal        | Club Totaal      | 0          | 0          | 0          | 0     | 0     | 0     | 0              | 0              | 0              | 0      | 0      | 0      |
| 2010/11     | → Bolton Wanderers | Premier League   | 17         | 1          | 1          | 4     | 0     | 0     | —              | —              | —              | 21     | 1      | 1      |
| Club Totaal | Club Totaal        | Club Totaal      | 17         | 1          | 1          | 4     | 0     | 0     | 0              | 0              | 0              | 21     | 1      | 1      |
| 2011/12     | SL Benfica         | Liga Portugal    | 22         | 9          | 4          | 7     | 6     | 0     | 9              | 1              | 0              | 38     | 16     | 4      |
| 2012/13     | SL Benfica         | Liga Portugal    | 20         | 7          | 1          | 9     | 3     | 2     | 10             | 1              | 2              | 39     | 11     | 5      |
| 2013/14     | SL Benfica         | Liga Portugal    | 26         | 11         | 8          | 8     | 3     | 1     | 9              | 4              | 0              | 43     | 18     | 9      |
| Club Totaal | Club Totaal        | Club Totaal      | 68         | 27         | 13         | 24    | 12    | 3     | 28             | 6              | 2              | 120    | 45     | 18     |
| 2014/15     | → Valencia         | Primera División | 31         | 3          | 4          | 1     | 1     | 1     | —              | —              | —              | 32     | 4      | 5      |
| 2015/16     | Valencia           | Primera División | 25         | 2          | 3          | 4     | 2     | 0     | 9              | 3              | 0              | 38     | 7      | 3      |
| 2016/17     | Valencia           | Primera División | 19         | 5          | 4          | 2     | 2     | 1     | —              | —              | —              | 21     | 7      | 5      |
| 2017/18     | Valencia           | Primera División | 37         | 16         | 7          | 7     | 3     | 0     | —              | —              | —              | 44     | 19     | 7      |
| 2018/19     | Valencia           | Primera División | 33         | 8          | 6          | 7     | 5     | 1     | 11             | 2              | 3              | 51     | 15     | 10     |
| 2019/20     | Valencia           | Primera División | 27         | 4          | 9          | 1     | 1     | 0     | 6              | 2              | 2              | 34     | 7      | 11     |
| Club Totaal | Club Totaal        | Club Totaal      | 172        | 38         | 33         | 22    | 14    | 3     | 26             | 7              | 5              | 220    | 59     | 41     |
| 2020/21     | Leeds United       | Premier League   | 26         | 7          | 2          | 2     | 0     | 0     | —              | —              | —              | 28     | 7      | 2      |
| 2021/22     | Leeds United       | Premier League   | 31         | 6          | 1          | 3     | 0     | 0     | —              | —              | —              | 34     | 6      | 1      |
| 2022/23     | Leeds United       | Premier League   | 31         | 13         | 1          | 4     | 2     | 1     | —              | —              | —              | 35     | 15     | 2      |
| Club Totaal | Club Totaal        | Club Totaal      | 88         | 26         | 4          | 9     | 2     | 1     | 0              | 0              | 0              | 97     | 28     | 5      |
| 2023/24     | Al-Rayyan          | Stars League     | 15         | 8          | 5          | 6     | 4     | 1     | —              | —              | —              | 21     | 12     | 6      |
| 2024/25     | Al-Rayyan          | Stars League     | 2          | 0          | 0          | 0     | 0     | 0     | —              | —              | —              | 2      | 0      | 0      |
| Club Totaal | Club Totaal        | Club Totaal      | 17         | 8          | 5          | 6     | 4     | 1     | 0              | 0              | 0              | 23     | 12     | 6      |
| 2024/25     | → Al-Gharafa       | Stars League     | 8          | 2          | 2          | 5     | 0     | 2     | 2              | 0              | 0              | 15     | 2      | 4      |
| Club Totaal | Club Totaal        | Club Totaal      | 8          | 2          | 2          | 5     | 0     | 2     | 2              | 0              | 0              | 15     | 2      | 4      |
| Totaal      | Totaal             | Totaal           | 388        | 107        | 58         | 70    | 32    | 10    | 56             | 13             | 7              | 514    | 152    | 75     |

Bijgewerkt t/m 29 augustus 2020.

## Interlandcarrière
Rodrigo debuteerde in 2009 in de Spaanse nationale jeugdelftallen. In 2010 was hij met La Rojita verliezend finalist op het EK –19. Rodrigo scoorde in de finale tegen Frankrijk –19. In 2011 nam hij met Spanje deel aan het WK –20. Op 11 oktober 2012 scoorde hij vier keer tegen Denemarken –20. Spanje won die kwalificatiewedstrijd met 5-0.
Rodrigo debuteerde op 12 oktober 2014 onder leiding van bondscoach Vicente del Bosque in het Spaans voetbalelftal, in een EK-kwalificatiewedstrijd tegen Luxemburg (0-4), net als Juan Bernat. Hij viel in dat duel na 82 minuten in voor Diego Costa. Op 6 oktober 2017 scoorde Rodrigo zijn eerste doelpunt voor Spanje, in een WK-kwalificatiewedstrijd tegen Albanië. Hij maakte deel uit van de Spaanse selectie, die onder leiding van interim-bondscoach Fernando Hierro deelnam aan het WK 2018 in Rusland. Spanje kwam tot de achtste finale. Rodrigo kwam in drie van de vier duels in actie, alle als invaller.

## Erelijst
| Competitie             |         |                  |         |         |
| Competitie             | Aantal  | Jaren            |         |         |
| Benfica                | Benfica | Benfica          | Benfica | Benfica |
| ---------------------- | ------- | ---------------- | ------- | ------- |
| Kampioen Primeira Liga | 1x      | 2013/14          |         |         |
| Taça de Portugal       | 1x      | 2013/14          |         |         |
| Taça da Liga           | 2x      | 2011/12, 2013/14 |         |         |
| Valencia CF            |         |                  |         |         |
| Copa del Rey           | 1x      | 2018/19          |         |         |
| Spanje –21             |         |                  |         |         |
| Europees kampioen –21  | 1x      | 2013             |         |         |

1 De Gea ·
2 Azpilicueta ·
3 Domínguez ·
4 J. Martínez ·
5 I. Martínez ·
6 Alba ·
7 Adrián ·
8 Muniain ·
9 Rodrigo ·
10 Mata ·
11 Koke ·
12 Montoya ·
13 Botía ·
14 Romeu ·
15 Isco ·
16 Tello · 
17 Herrera ·
18 Mariño ·
Coach: Milla
1 De Gea ·
2 Carvajal ·
3 Piqué ·
4 Nacho ·
5 Busquets ·
6 Iniesta ·
7 Saúl ·
8 Koke ·
9 Rodrigo ·
10 Thiago ·
11 Vázquez ·
12 Odriozola ·
13 Arrizabalaga ·
14 Azpilicueta ·
15 Ramos  ·
16 Monreal ·
17 Aspas ·
18 Alba ·
19 Costa ·
20 Asensio ·
21 Silva ·
22 Isco ·
23 Reina ·
Coach: Hierro